# Alternative Party

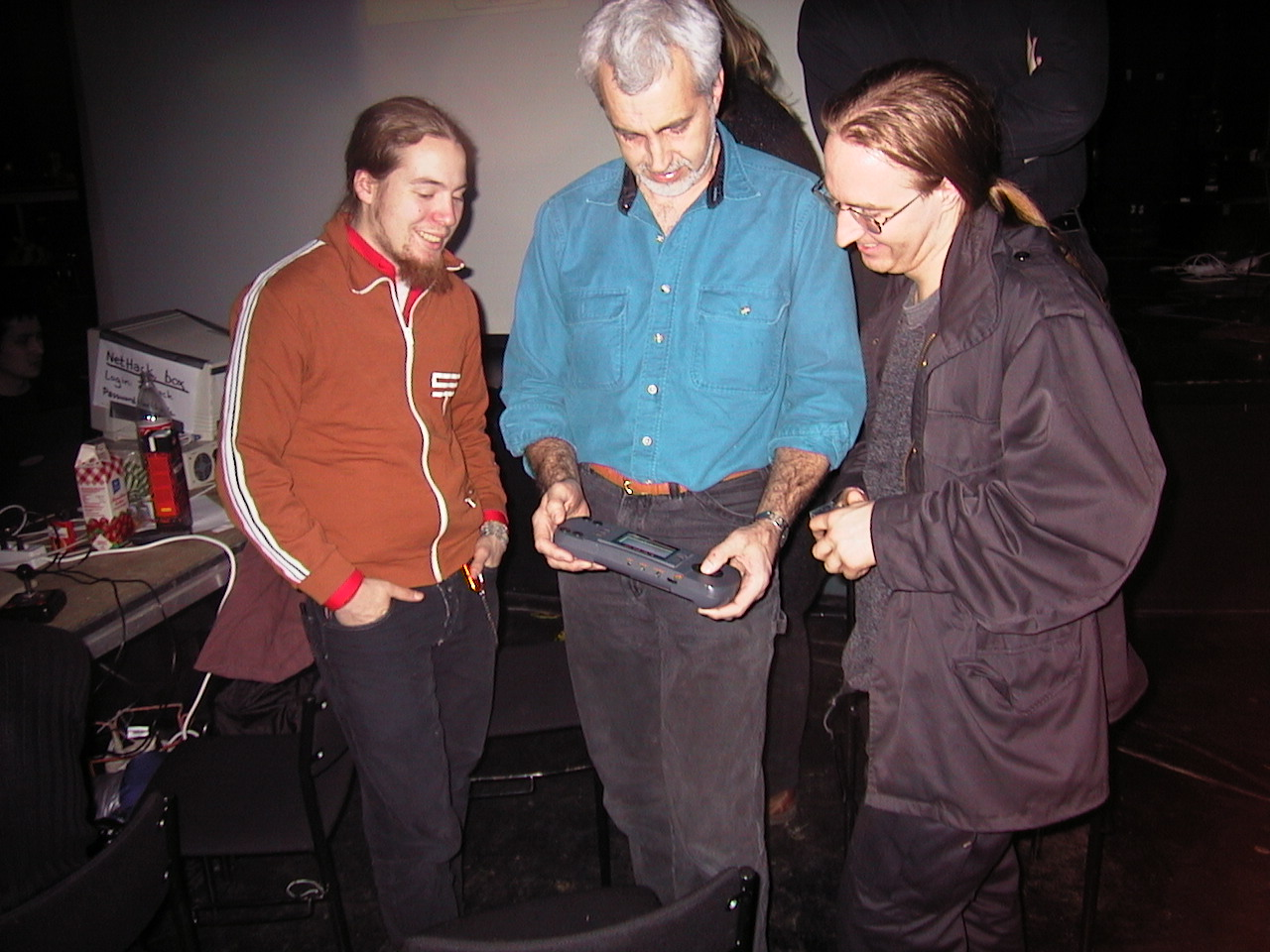
RJ Mical på Alternative Party 2002

Alternative Party är ett demoscen- och konst-evenemang i Finland. Partyt ordnades för första gången år 1998 i Åbo, och sedan år 2000 i Helsingfors. Evenemanget ordnas av Alternative Party ry, som är en ideell förening.
Alternative Party är ett av de största demopartyna i Finland. Evenemangets mål är att uppmuntra artister (både traditionella och inom demoscenen) till kreativitet och nya vyer – oberoende av vilken plattform som används. Evenemanget är känt för sina egendomliga tävlingar. Huvudvikten ligger på äldre och mer sällsynta datorer, men också modernare maskiner är tillåtna.

## Program
Som ett demoparty har Alternative Party också tävlingar. Alla tävlingar, förutom demotävlingen, har en tendens att ändras varje år. 
Under första kvällen brukar det traditionellt ordnas en konsert, där artister med bakgrund inom demoscenen spelar livemusik.
På det åttonde partyt, den 24-26 oktober 2008, spelade industrisyntgruppen Front 242, vilket var gruppens första spelning inför finsk publik.